# Contea di Ellis (Kansas)
La contea di Ellis in inglese Ellis County è una contea dello Stato del Kansas, negli Stati Uniti. La popolazione al censimento del 2000 era di 27 507 abitanti. Il capoluogo di contea è Hays.

## Comuni

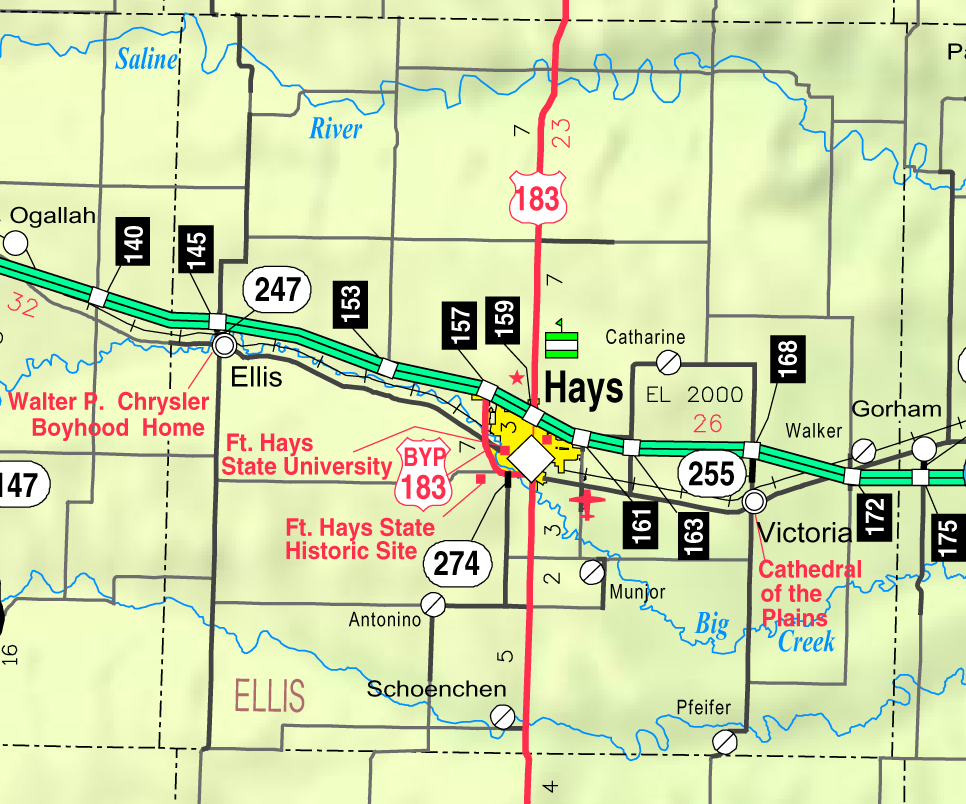
Mappa della contea di Ellis

### Città
- Ellis
- Hays
- Schoenchen
- Victoria

### Census-designated places
- Catharine
- Munjor

### Altre località

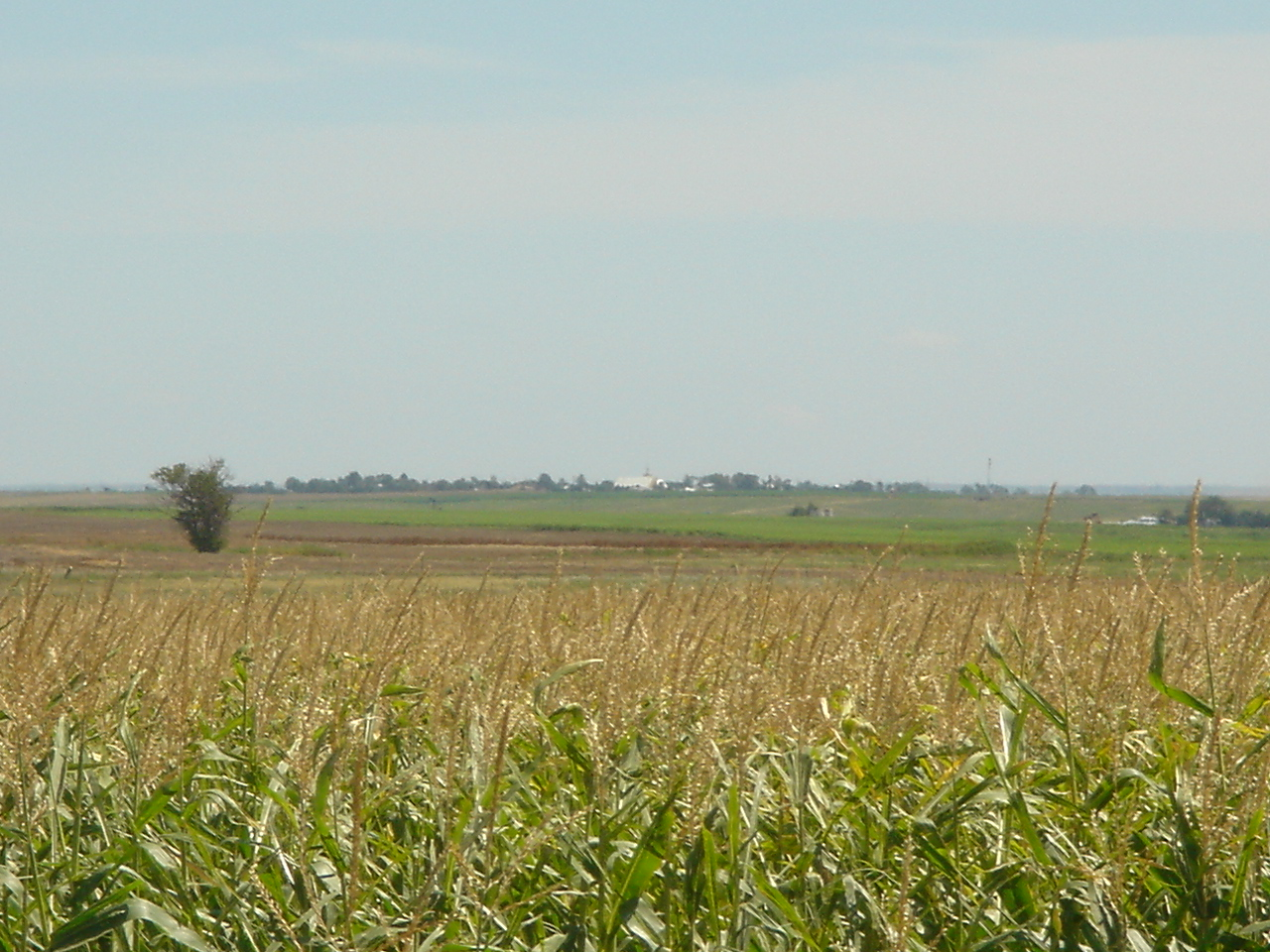
Antonino

- Antonino
- Emmeram
- Pfeifer
- Toulon
- Turkville
- Walker
- Yocemento

### Località abbandonate
- Chetolah
- Hog Back
- Rome
- Smoky Hill City
- Stockrange